# 手使海ユトロ
手使海 ユトロ（てしかい ユトロ、男性）は、日本の作曲家・編曲家、シンセサイザー奏者、音楽プロデューサー。日本音楽著作権協会会員。本名は小笠原 寛、かつて本名名義で活動していた。神奈川県横須賀市出身。清泉小学校、栄光学園中学校、神奈川県立横浜翠嵐高等学校を経て、國學院大學法学部法律学科卒業。新丸ビル法律事務所（当時）。ポニーキャニオン/NAVレコード（当時）制作部。趣味は料理、ケーキ作り。

## 経歴
本名名義でアニメや映画、様々なアーティストの作曲/編曲を手がけていたが、1993年頃に手使海ユトロと改名。「銀河の魚」「ファンタスマゴリア」「青空画報」「クジラの跳躍」と、相次いで発表されたデジタルコンテンツの音楽担当として脚光を浴びた。ロシア国民楽派を志向し、大陸的で幻想的な音楽を構築するアンビエント音楽の作曲家。代表曲に「風たちとの出逢い」（世界ウルルン滞在記）、「酸っぱい経験」（多岐川裕美）などがある。
2010年11月、横浜APECレセプションでは、プログラムされたバックトラック＋尺八演奏家・三橋貴風、二十弦箏演奏家・外山香と共にライヴを行い、オリジナル曲「夢海路」を披露した。
2011年、器楽曲音楽ユニット『夢幻華紋』を結成。7月1日、横浜関内ホール大ホールで東日本大震災復興支援ライブを行った。
2012年9月30日にやはり東日本大震災復興支援として横浜関内ホール大ホールでコンサートが行われ、賓客として高円宮妃久子、林文子横浜市長、女優の五大路子などが鑑賞した。2013年9月14日、毎日放送主催の京都、東寺での音舞台に出演した。
2014年11月4日には神奈川県民ホールで行なわれた出身校の横浜翠嵐高校創立100周年記念演奏会で音楽監督を務める。同年頃よりボランティアで横浜市瀬谷区にある横浜市の歴史体験施設『長屋門公園』の古民家でのライブをプロデュース。数々のアーティストを招聘するほか、自身も数回出演、演奏している。同年以降、横浜市瀬谷区にある歴史体験ゾーン「長屋門公園」の築300年の古民家でアーティストブッキングプロデュースをサポートしている。
2016年11月3日に横浜の「かなっくホール」で「メタモルフォーゼ」コンサートを開催、オリジナル組曲「東方見聞録」発表。同日、「東方見聞録」のCDがジェイズミュージックよりリリースされた。
2017年12月より町田市にあるライヴレストラン「まほろ座 MACHIDA」に於いて、アーティストブッキングプロデュースをサポートしている。
2022年より新たにイレギュラー編成の室内楽カルテット「Neo Primary Quartet（フルート・ヴァイオリン・チェロ・ハープ）」をプロデュースしている。

## 受賞歴
- 第8回東京音楽祭編曲賞
- 第9回東京音楽祭銀賞
- 第14回放送文化基金奨励賞
- 第6回国際エレクトリック・シネマフェスティバル／グランプリ
- 1993 ハイビジョン・アワード／選定委員長賞
- 1993 IMAGE DU FUTURA
- 1993 毎日映画コンクール／大藤信郎賞
- AMD Award Digital Contents of the Year '95／郵政大臣賞
- MULTI MEDIA GRAND PRIX '95／エンターテイメント賞
- MULTI MEDIA GRAND PRIX '96／教育教養賞
- 1997年度／橋田壽賀子賞・高柳記念企画賞
- 1999年・文化庁メディア芸術祭アニメーション部門／大賞
- 2001年・文化庁メディア芸術祭アニメーション部門／優秀賞

## 音楽を手がけた作品
- 世界ウルルン滞在記
- 中国神秘紀行
- 地球ZIG ZAG
- 銀河の魚
- ファンタスマゴリア
- 青空画報
- クジラの跳躍
- ねこぢる草
- 妖怪天国
- マリンスノーの伝説
- ラッフルズ・ホテル
- 霧のマンハッタン
- 地球物語 テレパス2500
- GU-GUガンモ
- あんみつ姫
- エンゼルコップ
- 紅狼
- かりあげクン
- 機甲創世記モスピーダ
- 極道の妻たちII
- 新極道の妻たち
- コシノジュンコファッションショウ in 北京／組曲「大陸幻想」
- 聖地巡礼（BS日テレ）

## 作品提供
松崎しげる,丸山圭子,伊東ゆかり,髙橋真梨子,ちあきなおみ,太田裕美,杏里,葛城ユキ,令多映子,岩崎良美,多岐川裕美,秋野暢子,北原歩,原江梨子,OHeSo,アストラッド・ジルベルト,サリナ・ジョーンズ,ブレンダ・リー,プラターズ,デューク・エイセス,鹿内孝,ペドロ&カプリシャス,内藤やす子,シブがき隊,渋谷哲平,戸田恵子,小山茉美,Stupid Idiot Syndrome,潘恵子,平野文,水島裕,高橋美紀,太川陽介,荒井尚子,幾見雅博,石川ひとみ,石毛礼子,大空晴美,大塚智子,奥村チヨ,SHAH,陣内孝則,高田みづえ,竹宏治,田中利由子,谷口雅洋,津田依子,中島めぐみ,中村きんたろう,中山貴美子,西英里子,二名敦子,渓崎まゆみ,速水典子,B Boy'S,星野アイ,牧ミユキ,松木美音,松谷祐子,松野達也,松本美緒,美保純,山岸もえ,令多映子,伊東真由美,沢田亜矢子,川島なお美,川上麻衣子,細川俊之,古谷一行,和田アキ子,アンリ菅野,石黒ケイ,大地真央,高橋洋子,白鳥英美子,山田パンダ,イルカ,浜圭介,つのだ☆ひろ,ヤン・スギョン,S.O.S.（韓国）,カン・スージー（韓国）,左とん平,千世子,多田周子,小野正利,YUCCA 他

## 楽曲提供
フジテレビジョン「ママとあそぼう!ピンポンパン」
- 「ドリーム・ボーイ」（1979年）
  - （作詞・作曲：つのだ☆ひろ、編曲：小笠原 寛、歌：ビッグ・マンモス）

## ディスコグラフィー
- 「DAYDREAMIN'」／K2（日本クラウン）（K2=Produce unit w／島健）
- 「僕のオールディーズはオールカラー」（日本コロムビア）
- 「チョーク色のピープル」（NECアベニュー、現・インターチャネル）
- 「ファンタスマゴリアの想い出」（EMIミュージック・ジャパン）
- 「世界ウルルン滞在記」サウンドトラック（ポニーキャニオン）
- 「Dr.コパの風水開運音楽1〜4」（EMIミュージック・ジャパン）
- 「銀河の魚」（ソニー・ピクチャーズ/ビジュアルワークス）
- 「クジラの跳躍」（ソニー・ピクチャーズ/ビジュアルワークス）
- 「Teardrop」（ソニー・クラシカル）
- 「大陸幻想」（日本ソフトサービス・CCC）
- 「悠久への扉」（ビクターエンタテインメント）
- 「NOSTALGIA -郷愁-」（ポニーキャニオン）

「夢幻華紋」名義
- 「夢海路」／夢幻華紋（Wai Wai Music／エイベックス・マーケティング）
- 「聖地巡礼」／夢幻華紋（Wai Wai Music／エイベックス・マーケティング）

コンピレーション収録
- 「極道の妻たち」サウンドトラック音楽全集（meldac）
- 「image2」
- 「image d'amour」
- 「Feel5」（EMIミュージック・ジャパン）
- 「世界ウルルン滞在記テーマソングス」（ユニバーサルミュージック）
- 「大地の鼓動」（ポニーキャニオン）

「メタモルフォーゼ」名義
- 組曲「東方見聞録」

## 関連人物
（順不同）
- たむらしげる（絵本作家、アニメーター）
- 加藤JOE（ヴァイオリニスト）
- 太田惠資（ヴァイオリニスト）
- 牧山純子（ヴァイオリニスト）
- 鈴木茂（ギタリスト）
- 幾見雅博（ギタリスト）
- 伊丹雅博（ギタリスト）
- 鈴木大介（ギタリスト）
- 倉田信雄（ピアニスト）
- 島健（ピアニスト）
- 西本明（ピアニスト）
- 村上秀一（ドラマー）
- 岡沢章（ベーシスト）
- 山田パンダ（かぐや姫）
- 吉良知彦・小峰公子（ZABADAK）
- ペッカー（ラテンパーカッション奏者）
- 仙道さおり（パーカッション奏者・ドラマー）
- 三宅まどか（パーカッション奏者・マリンバ）
- 山口真由子（パーカッション奏者・ヴィブラフォン）
- 熊本比呂志（パーカッション奏者）
- 宮本文昭（オーボエ奏者）
- 常味裕司（ウード奏者）
- 吉見征樹（タブラ奏者）
- 市原ひかり（トランペッター）
- 井上淑彦（テナー・サックス奏者、高校後輩）
- ティンティン（中国琵琶奏者）
- ウェイウェイ・ウー（二胡奏者）
- チ・ブルグッド（馬頭琴奏者）
- 三橋貴風（尺八演奏家、高校同期）
- 外山香 （二十弦箏演奏家）
- 姜小青（中国古箏奏者）
- 水川寿也（尺八奏者）
- 桂小すみ（音曲師、高校後輩）
- 小山茉美（声優、ナレーター）
- 鶴ひろみ（声優、ナレーター）
- 多田彰文（弟子）
- 玉川俊雄（ミキシング・エンジニア）